# Dinastia amoriana

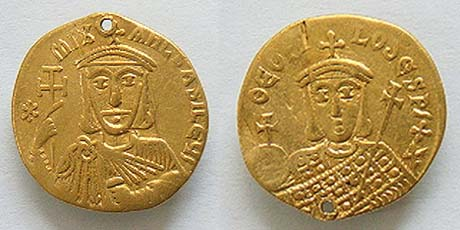
Esemplare di moneta che raffigura Michele II, fondatore della dinastia amoriana (a sinistra) e Teofilo, imperatore (a destra).

La dinastia amoriana, o dinastia frigia, definita così da Amorio (Frigia), la città da cui proveniva il suo fondatore Michele II il Balbo, governò l'impero bizantino dalla notte di Natale dell'820, quando il legittimo imperatore Leone V fu ucciso in una congiura proprio da Michele II, al 25 settembre 867 quando l'ultimo imperatore amoriano, Michele III, fu assassinato da Basilio I che darà inizio alla dinastia macedone. A causa del matrimonio di Michele II l'Amoriano con Eufrosina, figlia di Costantino VI e di Maria d'Armenia, la dinastia amoriana è vista come la continuazione indiretta della dinastia isauriana; per questa ragione viene talvolta definita come dinastia isauriana-amoriana o seconda dinastia isauriana.

## L'età amoriana

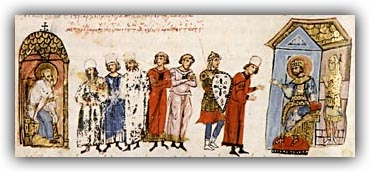
Niceforo manda un'epistola all'Imperatore Michele II in favore per la restaurazione delle icone.

Michele l'Amoriano (770-829), detto successivamente Michele II il Balbo, prese il potere a seguito alla congiura da lui ordita contro Leone V. Da rozzo soldato qual era, proibì tutte le discussioni riguardo alla controversia dell'iconoclastia e durante il suo regno non si verificarono dispute religiose, è tuttavia noto che Michele II fosse un iconoclasta convinto. Al contrario si susseguirono vari eventi politici che risulteranno gravissimi per Costantinopoli. L'avvenimento più importante fu l'aspra guerra civile provocata da Tommaso lo Slavo, uno slavo d'Asia minore che era stato compagno d'armi dell'imperatore. Quando cinse d'assedio la stessa Costantinopoli, Michele II fu costretto a chiedere aiuto al khan bulgaro Omurtag e insieme distrussero l'esercito di Tommaso. Tuttavia l'impero bizantino uscì devastato da questa triennale guerra civile. Inoltre nell'827 gli Arabi invasero la Sicilia. Costantino Porfirogenito considerò il periodo di Michele II l'epoca del più grave indebolimento dell'influenza bizantina sulla costa adriatica e sulle regioni slave della parte occidentale della penisola balcanica.

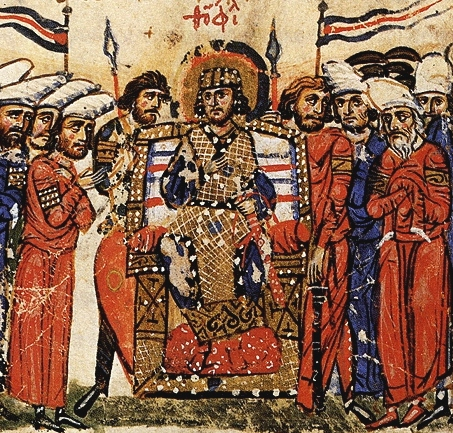
Teofilo, rappresentato nelle cronache di Giovanni Skylitzes.

Teofilo (813-842), al contrario del padre, fu un imperatore molto erudito e un grande ammiratore della civiltà araba. Tuttavia durante il suo regno egli dovette combattere proprio contro gli Arabi. Ma a causa della scarsa preparazione del suo esercito, l'armata musulmana guidata dal Califfo abbaside al-Mu'tasim sconfisse pesantemente i bizantini presso Dazimon e conquistò Ancira e Amorio. La caduta di Amorio provocò a Bisanzio una forte demoralizzazione della popolazione, dato che si trattava di una delle città più importanti dell'impero e soprattutto la città d'origine della famiglia regnante. Teofilo fu anche un acceso sostenitore dell'iconoclastia, sotto il suo regno pose sul seggio patriarcale Giovanni Grammatico, il capo degli iconoclasti, il quale iniziò una dura persecuzione contro i monaci ed i veneratori di icone. Questa fu l'ultima ondata iconoclasta, poiché dopo la sua morte il culto delle icone venne ristabilito definitivamente.

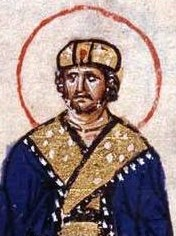
Michele III e membri della sua corte.

Michele III detto l'Ubriacone (840-867) nonostante fosse stato incoronato basileus dei Romani ad appena due anni, ottenne veramente il potere nell'856, quando aiutato dallo zio Bardas incarcerò a vita sua madre e uccise il suo favorito, Teoctisto. Dopo che Michele III assegnò il comando dell'esercito proprio a Bardas, quest'ultimo riportò molte vittorie contro gli Arabi in Asia Minore riconquistando tutti i territori andati perduti durante il regno del padre di Michele III, l'imperatore Teofilo. La situazione della Sicilia continuò a rimanere grave, infatti i Bizantini continuarono a perdere una posizione dopo l'altra. Intanto, per sua sfortuna, l'imperatore si era fatto amico di Basilio il Macedone. Quest'ultimo dapprima uccise Bardas e successivamente uccise lo stesso Michele III (867).

## Gli imperatori della dinastia amoriana
- Michele II detto il Balbo, (770-829, al governo 820-829)
- Teofilo, (813-842, al governo 829-842)
- Michele III detto l'Ubriacone, (840-867, al governo 855-867); la madre Teodora Armena fu reggente dell'Impero dall'842 all'855.